# Daniel McCray
Daniel McCray (Spira, ...) è un ex giocatore di football americano tedesco, che ha giocato come linebacker e defensive back.

## Palmarès
- 1 Europeo (2010)
- 2 German Bowl (Schwäbisch Hall Unicorns, 2017, 2018)